# Pak Taewon
Pak Taewon (* 7. Dezember 1909 in Seoul, Korea; † 10. Juli 1986 in Pjöngjang, Nordkorea) war ein südkoreanischer Schriftsteller und Lyriker.

## Leben
Pak Taewon wurde am 7. Dezember 1909 in Seoul, Korea geboren. Sein Künstlername ist Kubo (구보|丘甫). Er besuchte die 1. Oberschule Kyŏngsŏng und fing 1930 sein Studium an der Hosei University in Japan an, brach dieses jedoch ohne einen Abschluss wieder ab. Als Dichter debütierte er bereits während seiner Zeit in der Oberstufe, als sein Werk Große Schwester (누님) in einem Wettbewerb ausgezeichnet wurde. Sein Debüt als Schriftsteller hatte er 1929 mit der Kurzgeschichte Der Bart (수염), die in der Zeitschrift „Neues Leben“ (신생) veröffentlicht wurde. 1930 trat er dem „Zirkel der Neun“ (구인회|九人會) bei und widmete sich von da an eher dem Schreiben von Romanen. Nach der Befreiung 1945 wurde er Mitglied des Zentralkomitees der Vereinigung der Schriftsteller Koreas (조선문학가동맹의 중앙집행위원). Während des Koreakriegs zog er in den Norden Koreas und verstarb dort am 10. Juli 1986.
Als Modernist, der gewagt experimentelle Techniken mit akkurater Handwerkskunst verband, beschäftigte er sich mehr mit Ästhetizismus und Ausdruck selbst als mit den Ideen, die ausgedrückt werden sollten. In seinen frühen Werke versuchte er, einen neuen Schreibstil zu konstruieren, z. B. durch die Verwendung von Symbolen und Grafiken aus Zeitungsannoncen oder Kommas. Als Mitglied des „Zirkels der Neun“ lehnte er wie auch Yi Sang die Tendenzliteratur ab und betonte, wie wichtig es sei, Literatur als sprachliche Kunst zu betrachten und nicht als Medium, um Ideologien zu übermitteln. In den späten 1930er Jahren konzentrierte er sich verstärkt auf die Gewohnheiten und Eigenheiten der Zeit und letztlich verlor er das Interesse daran, neue Stilmittel auszuprobieren. Nach der Befreiung beschäftigte er sich mit historischen Themen und Problemen der nationalen Identität und verfasste beinahe ausschließlich historische Romane.

## Arbeiten

### Koreanisch

#### Romane
- 계명산천은 밝았느냐 Ist der Tag über den Bergen und Flüssen angebrochen? (1965)
- 갑오농민전쟁 Kabo Bauernkrieg (1977–1986)

#### Kurzgeschichten
- 피로 Erschöpfung (1933)
- 딱한 사람들 Bemitleidenswerte Menschen (1934)
- 전말 顚末 Der Hergang (1935)
- 비량 Piryang (1936)
- 소설가 구보씨의 일일 Ein Tag im Leben des Schriftstellers Kubo (1938)
- 천변풍경 Am Fluss (1936–1937)

### Übersetzungen

#### Deutsch
- Am Fluss, OSTASIEN Verlag (2012) ISBN 978-3-940527-66-0

#### Englisch
- A Day in the Life of Kubo the Novelist in On the Eve of the Revolution and Other Stories from Colonial Korea, Cornell East Asia Series (2010) ISBN 978-1-933947-19-8
- Scenes from Ch'onggye Stream, Stallion Press (2011) ISBN 978-981-08-5618-2